# دلی اولادمحمدحسین
دلی اولادمحمدحسین، روستایی از توابع بخش مرکزی شهرستان مسجدسلیمان در استان خوزستان ایران است. این روستا در فاصلهٔ ۳۵ کیلومتری مسجدسلیمان قرار دارد که از طریق جاده آسفالته نمره هشت وجادهٔ شهرداری به سمت تل بزان و از به بعد از طریق جاده خاکی که از شهرک گاوداری شروع می‌شود می‌توان به روستا دسترسی پیدا کرد
این روستا یکی از بهترین روستاهای از لحاظ گردشگری واکوتوریسم می‌باشد؛ که همه ساله در ایام نوروز گردشگران زیادی از این منطقه دیدن می‌کنند.
شغل اکثر مردم روستا کشاورزی و دامداری می‌باشد.
مردم این روستا از قوم بختیاری از طایفهٔ گندلی و از تیرهٔ ورناصری می‌باشند.

## جمعیت
این روستا در دهستان تل بزان قرار دارد و براساس سرشماری مرکز آمار ایران در سال ۱۳۸۵، جمعیت آن ۱۵ نفر (۴خانوار) بوده‌است.

## پوشش گیاهی
- با توجه به اینکه مسجدسلیمان و توابع آن درمنطقهٔ نیمه خشک خفیف قرار دارد دارای آب و هوای خشک با بارندگی پایین دمای بالای در طول سال می‌باشد.
- ترکیب جنگلی :در ارتفاعات بالا حدود ۶۰۰متر به بالا درمناطق رو به شمال و شرق دارای درختان :کلخنگ (خنجوک). بن (بنه). بادام کوهی؛ و به ندرت انجیر کوهی یافت می‌شود
- درمناطق پایین دست در ارتفاع ۴۰۰متر یا پایین‌تر دارای درختان. کنار. رمیلک (پرزین). خرزهره. جاز (پنج انگشت) می‌باشد
- پوشش گیاهان یکساله شامل:گل قاصد. بابونه. کنگر. خار مریم. گل گاوزبان. لاله. شقایق. و غیره … می‌باشد

## صنایع دستی
- صنایع دستی روستا شامل :قالی. گلیم. چوقا. جاجیم. شیر دنگ. ورس (نوعی بند). بهّون؛ و غیره … می‌باشد

## رودخانه‌ها
- مهم‌ترین رودخانهٔ روستا که بزرگترین رودخانهٔ فصلی در شرق مسجدسلیمان می‌باشد به نام خود روستا رودخانه ی دلیمی‌باشد که در فصل بارش پرآب و در فصل خشک سال کم‌آب و خشک می‌باشد

## کوه‌ها
- بزرگترین منقطه روستا کوه کوه دلی یا الله اکبرکه دارای ارتفاع حدود۸۸۰متر می‌باشد

## اماکن مذهبی
1. امامراده داوود :که داخل روستا قرار دارد
2. قدم گاه شاهراده عبدالله:در فاصلهٔ ۷ کیلومتری روستا قرار دارد

## حیات وحش
- حیوانات وحشی:کفتار. گرگ. شغال. سگ گرگ و غیره…
- پرندگان:تیهو. کبوتر وحشی. فاخته. چکاوک. گنجشک. عقاب طلایی. شاهین و غیره…